# Группа 5
Группа 5 — классификация гоночных автомобилей ФИА, которая применялась к четырем различным категориям спортивных машин в период с 1966 по 1982 год. 
Первоначально правила Группы 5 определяли категорию специальных туристических автомобилей (Special Touring Car). С 1970 по 1971 год классификация применялась к спортивным автомобилям ограниченного производства, с ограничением рабочего объемом двигателя в 5 литров. Категория спортивных автомобилей группы 5 была пересмотрена в 1972 году, изменился ряд техтребований, включая ограничение объёма двигателя до 3 литров. С 1976 по 1982 год она была преобразована для силуэт-прототипов автомобилей (Special Production Cars), с использованием ряда элементов от омологированных серийных моделей машин.

## Предыстория Группы 5
В попытке уменьшения скоростей в Ле-Мане и на других быстрых гоночных трассах того времени, которые развивали неограниченные в техтребованиях машины Группы 6, такие как 7-литровые Форды, а также продвижения 3-литровых двигателей Ф1, Commission Sportive Internationale (независимый спортивный орган ФИА) объявил, что новый Международный Чемпионат среди Марок будет проводиться для автомобилей Группы 6, но ограниченных объемом 3 литра. Правила объявлялись на 1968—1971 гг.
Понимая, что немногие смогут сразу выставить автомобили по новым правилам, CSI допустил также 5-литровые автомобили Группы 4 (модифицированные ГТ), выпущенный в количестве не менее 50 штук, такие как стареющий Форд ГТ40 или новое купе Лола Т70.
В апреле 1968 г. когда выяснилось, что эти правила не всеми могут быть выполнены, то было разрешено уменьшить серийную партию до 25 машин, которые должны были быть изготовлены к концу действия правил в 1971 г. Это должно было помочь тем, кто не мог выпустить достаточное количество автомобилей, прежде всего Феррари 275LM и Лола Т70 (в последнем случае в подсчет были включены и автомобили, выпущенные для серии Can-Am)
В июле 1968 г. Порше предприняла удивительную и весьма дорогостоящую попытку воспользоваться новыми правилами. Поскольку они и так восстанавливали и перестраивали машины каждую гонку-две, то было решено разработать и построить совершенно новый автомобиль в количестве 25 штук с единственной целью — одержать победу в Ле-Мане в общем зачете.
Новый Порше 917 был готов через 10 месяцев. Он был создан на базе предыдущего Порше 908, но имел совершенно новый 12-цилиндровый оппозитный двигатель, созданный с применением новейших технологий (созданных для состязаний по подъёму на холм) и материалов (таких как титан и магний). Меры по снижению веса также были приняты немалые, хоть и более традиционные — так, рукоятка рычага КПП была сделана из бальсы.
Когда инспекторы CSI прибыли для проведения омологации, им показали только три собранных автомобиля, сказав, что 18 находятся в сборке, а для еще 7 заказаны детали. Но инспекторов это не удовлетворило и они потребовали чтоб все 25 были собраны и готовы. 20 апреля Фердинанд Пих выставил перед зданием фабрики Порше все 25 автомобилей и даже предложил инспекторам прокатиться, от чего те отказались.
В течение июня 1969 г. Энцо Феррари продал половину своих акций ФИАТу, а освободившиеся средства потратил на то, что в Порше сделали полугодом раньше — построил 25 специальных машин, с новым 5-литровым V12. Понадобилась также финансовая помощь ФИАТ для такой рискованной операции, а избыточные автомобили в следующем году были проданы частным гонщикам, и все же 25 новых 512S были готовы.
В заявке Феррари были автомобили, подготовленные SpA SEFAC, тогда как Scuderia Filipinetti, N.A.R.T., Écurie Francorchamps, Scuderia Picchio Rosso, Gelo Racing Team и Escuderia Montjuich не имели такой поддержки и считались аутсайдерами. В то же время Порше, представленная JWA Gulf и KG Salzburg (которую в следующем сезоне сменила Martini Racing), серьёзно поддерживала также и частников, таких как AAW Shell Racing и David Piper Racing.
Порше 917 проявили нестабильность в движении и появилась версия 917K (Kurzheck), с укороченным задком, а также 917LH (Langheck) с удлиненным. Феррари к концу 1970 г тоже представила 512М с изменениями в корпусе.

## Первое поколение Группы 5. «5 литровые спорткары»
В 1970 г. ФИА решила переименовать Группу 4 в группу 5. Требование минимальной серии было 25 машин, а объем двигателя ограничен 5 литрами.
В течение 1970 г. ФИА решила отказаться от прежней Группы 5, чьи правила истекали в 1971 г., что оставляло не у дел большие 917 и 512. Феррари отказалась от всех планов приспособить свои машины к новым правилам, зато это сделали многочисленные частные команды, своими силами доводившие машины до модификации М. В итоге популярность гонок спорткаров пострадала, до тех пор пока 10 лет спустя не появилась новая Группа С.

## Второе поколение Группы 5. «3 литровые спорткары»
К 1972 г. ФИА переименовала существующую Группу 6 (гоночные прототипы) в Группу 5. Эти машины были ограничены объемом 3литра и участвовали в новом чемпионате мира среди марок. В отличие от прежней Группы 5, для новой не было требования минимальной партии.

## Третье поколение Группы 5. «Машины спецвыпуска»
На сезон 1976 г. ФИА обнародавала новый класс «спецвыпуска» («Special Production»), допускающий серьёзные модификации серийных машин. Эти машины допускались в Чемпионат Мира среди Марок с 1976 г. Правила ФИА ограничивали ширину автомобиля, поэтому они имели обычную ширину, но расширенные крылья. Однако в правила ничего не было указано о высоте фар, и Порше воспользовавшись этим, подготовило модель 935 с плоским носом.
Внешняя схожесть этих машин с серийными, при том, что одновременно могли реализовывать серьёзные технические решения и достигать больших мощностей и скоростей составили главные причины взлета популярности новых машин.
В 1982 г. ФИА поменяла систему классификации машин и Группу 5 сменила Группа В, но по требованиям этой группы готовили в основном раллийные автомобили. Автомобили прежней Группы 5 продолжали участвовать в гонках JSPC, IMSA GTX и других национальных сериях еще несколько лет. Для Группы 5 единственным видом некольцевых гонок было ралли Giro D’Italia Automobilistica

## Автомобили Группы 5

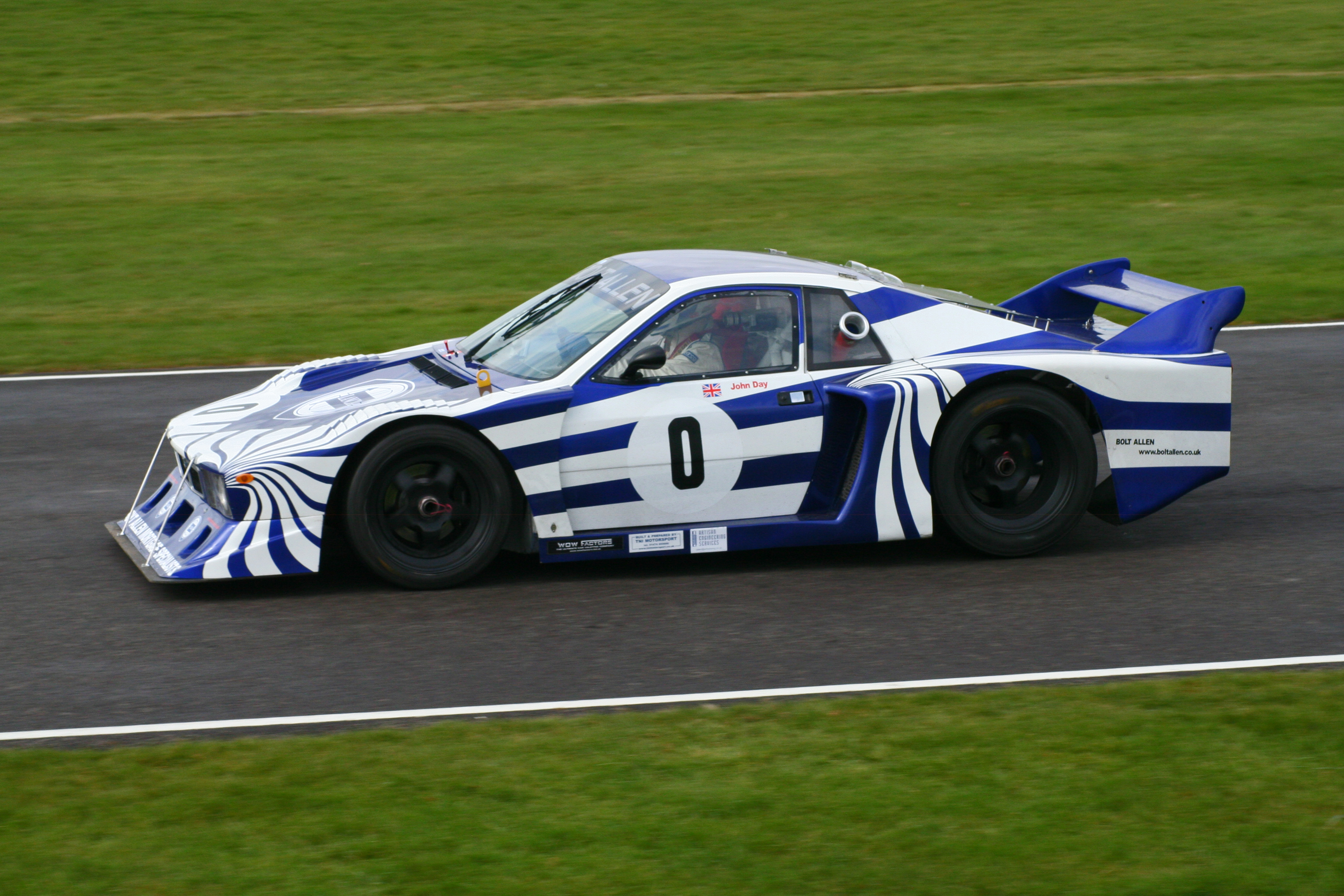
Lancia Beta Montecarlo Turbo выиграла Чемпионат Мира среди Марок в группе 5.

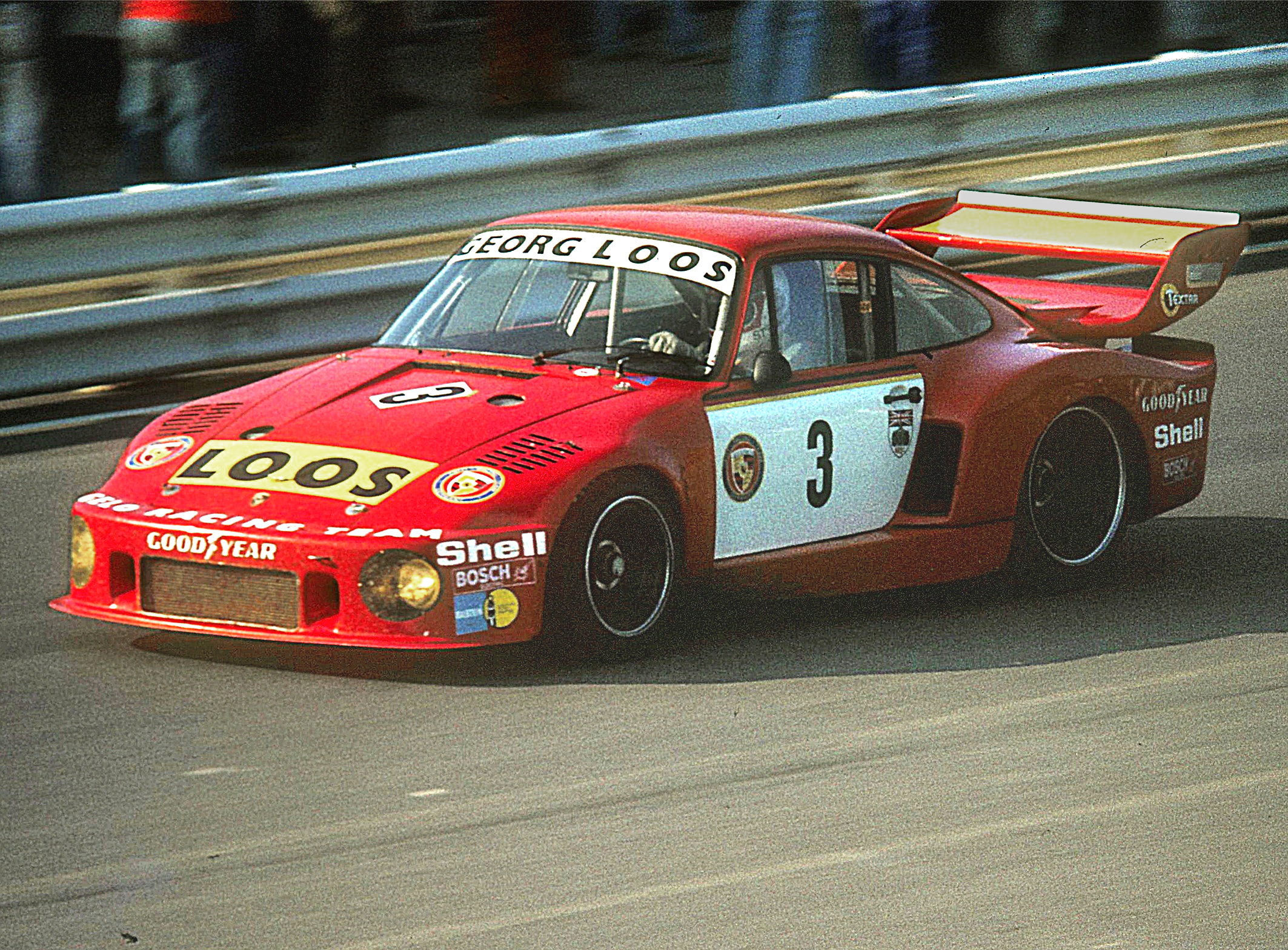
Georg Loos Porsche 935-76 Рольфа Штоммелена на гонке 1000км Нюрбургринга в май 1977 г.

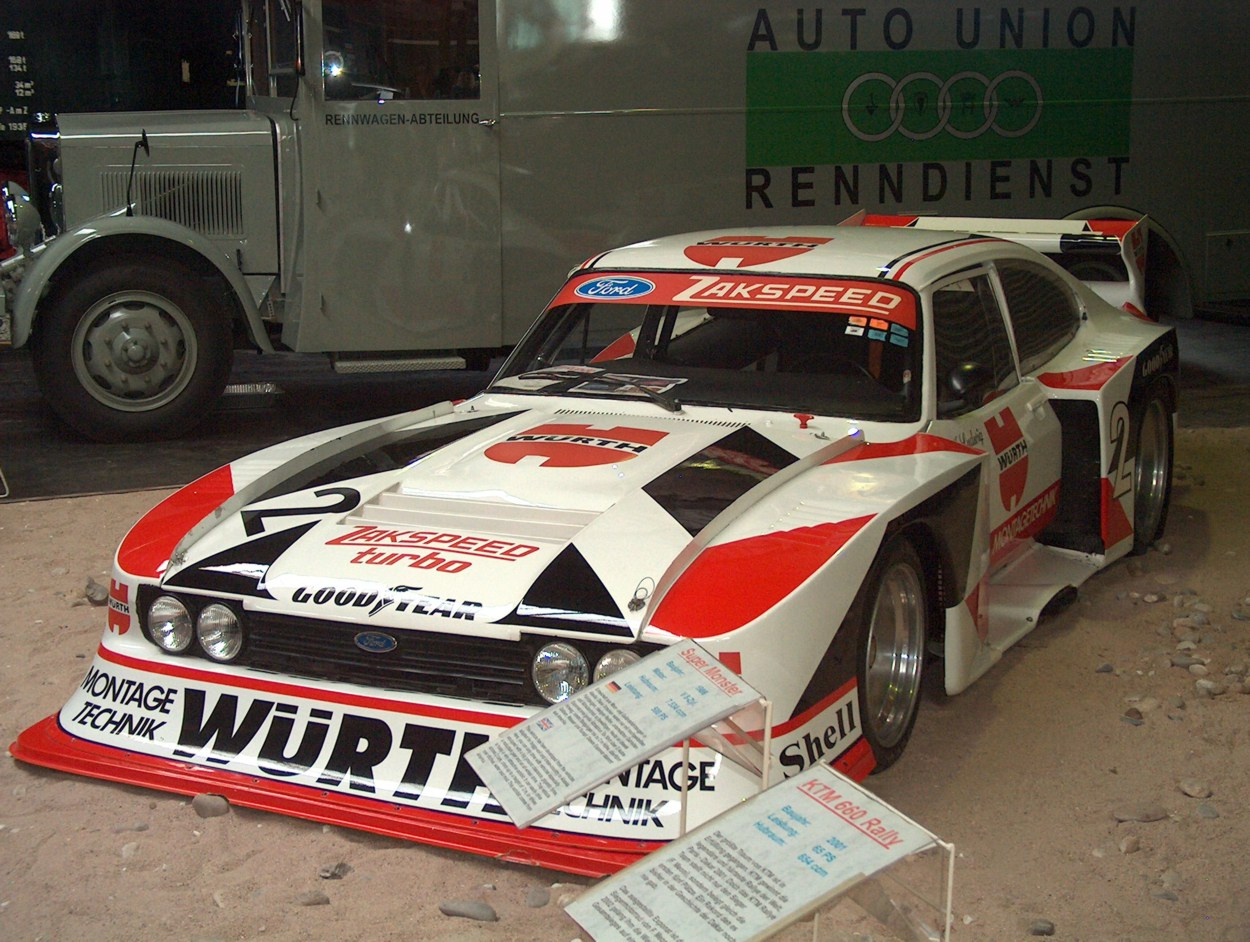
Форд Капри Группы 5 Клауса Людвига

### Первое поколение
- Porsche 917 (включая Kurzheck (K), Langheck (LH), коротконосую широкую 917/20)
- Ferrari 512M/S
- Lola T70
- Ford GT40 Mk 1

### Второе поколение
- Ferrari 312P
- Matra-Simca MS670
- Mirage M6
- Alfa Romeo T33TT/12
- Renault Alpine A442

### Третье поколение
- Porsche 935 (включая 935-77, 935-78 известную как Моби-Дик и частные Kremer K3 и K4, а также варианты JLP)
- BMW 320i
- Toyota Celica Turbo A22 (1st generation)
- Toyota Celica Turbo A45 (2nd generation)
- Nissan Skyline RS Silhouette Formula
- Nissan Nichira Impul Silvia
- Mazda RX-7 SA22
- Nissan Bluebird SSS Turbo
- BMW 3.0CSL
- BMW M1
- Ferrari 512BB
- Lancia Stratos Turbo
- Lancia Beta Montecarlo Turbo
- Ferrari 512BB LM
- Ford Capri
- Ford Escort
- Zakspeed Lotus Europa Gr.5

## Гоночные серии, в которые допускались автомобили Группы 5

### Первое поколение
- Международный Чемпионат среди Марок(1970 to 1971)
- Interserie

### Второе поколение
- Чемпионат Мира среди Марок(1972 to 1975)

### Третье поколение
- Чемпионат мира среди марок(1976—1980)
- Чемпионат мира по гонкам на выносливость (1981—1982)
- Deutsche Rennsport Meisterschaft — немецкий гоночный чемпионат
- IMSA GTX
- All Japan Sports Prototype Championship
- Formula Silhouette — часть Fuji Grand Championship